# Álvaro Rodríguez Bereijo
Álvaro Rodríguez Bereijo (Cedeira, La Coruña, 6 de febrero de 1938) es un jurista español que fue presidente del Tribunal Constitucional entre 1995 y 1998.

## Biografía
Licenciado en Derecho por la Universidad de Santiago de Compostela, recibió el Premio Extraordinario de Licenciatura al poseer el mejor expediente académico de su promoción. En 1966 se doctoró en la Universidad de Bolonia, obteniendo una beca del Real Colegio de España y la calificación de "Cum Laude". Ocupó la cátedra de Derecho Financiero y Tributario en la Universidad Autónoma de Madrid y fue nombrado catedrático emérito al abandonarla.
Álvaro Rodríguez Bereijo fue miembro del Tribunal de Cuentas entre 1986 y 1989, y magistrado del Tribunal Constitucional (1989-1998), ostentando la presidencia de este órgano desde 1995. Entre 1999 y 2000 participó en la convención que elaboró la Carta de los Derechos Fundamentales de la Unión Europea por designación del Gobierno Español. También ha sido consejero de Estado (2000-2004).
Desde 2003 forma parte del Consejo Científico del Real Instituto Elcano.
Está casado con Trinidad León con la que ha tenido dos hijas.

## Condecoraciones
- Caballero gran cruz de la Orden de Carlos III.
- Caballero gran cruz de la Orden de Isabel la Católica.
- Gran cruz de la Orden del Mérito Civil.
- Orden del Mérito Constitucional.
- Gran oficial de la Orden del Mérito de la República Federal de Alemania.
- Doctor honoris causa por la Universidad de Castilla-La Mancha desde 2006.
- Medalla de Oro de Galicia.

## Obras
- El Presupuesto del Estado (1970)
- Introducción al estudio del Derecho Financiero (1976)
- La ley de presupuestos en la Constitución española de 1978 (1979)
- La Constitución española de 1978 y el modelo de Estado (1983)
- El control parlamentario de la política económica (1985)
- Una reflexión general sobre el sistema general de financiación de las comunidades autónomas (1985)
- El sistema tributario en la Constitución (1992)
- Jurisprudencia Constitucional y Derecho Presupuestario (1995)
- Sobre la Constitución y los Derechos Fundamentales: Constitución y Tribunal Constitucional  (1996)
- Los derechos fundamentales: derechos subjetivos y derecho objetivo (1996)
- La libertad de información en la jurisprudencia constitucional (1997)
- Los principios de la imposición en la jurisprudencia constitucional (1998)
- Las leyes de acompañamiento presupuestario y la seguridad jurídica (2000)
- Sobre Derecho Comunitario: la Carta de los Derechos Fundamentales de la Unión Europea (2000)
- La doctrina constitucional de las relaciones competenciales en la política agraria (2001)
- Inmunidad parlamentaria en la experiencia constitucional española (2001)
- El valor jurídico de la Carta de los Derechos Fundamentales de la Unión Europea después del Tratado de Niza (2002)
- La financiación del Estado autonómico en la Constitución (2004)
- La Carta de los Derechos Fundamentales de la Unión Europea y la protección de los derechos humanos (2004)
- El deber de contribuir como deber constitucional (2005)
- Los derechos fundamentales en la nueva Constitución europea (2005)
- Descentralización política y descentralización fiscal: la experiencia española (2007)
- La Constitución y las reformas territoriales en España (2007)

| Predecesor: Miguel Rodríguez-Piñero Bravo-Ferrer | Presidente del Tribunal Constitucional 1995-1998 | Sucesor: Pedro Cruz Villalón |